# 摩擦プレス

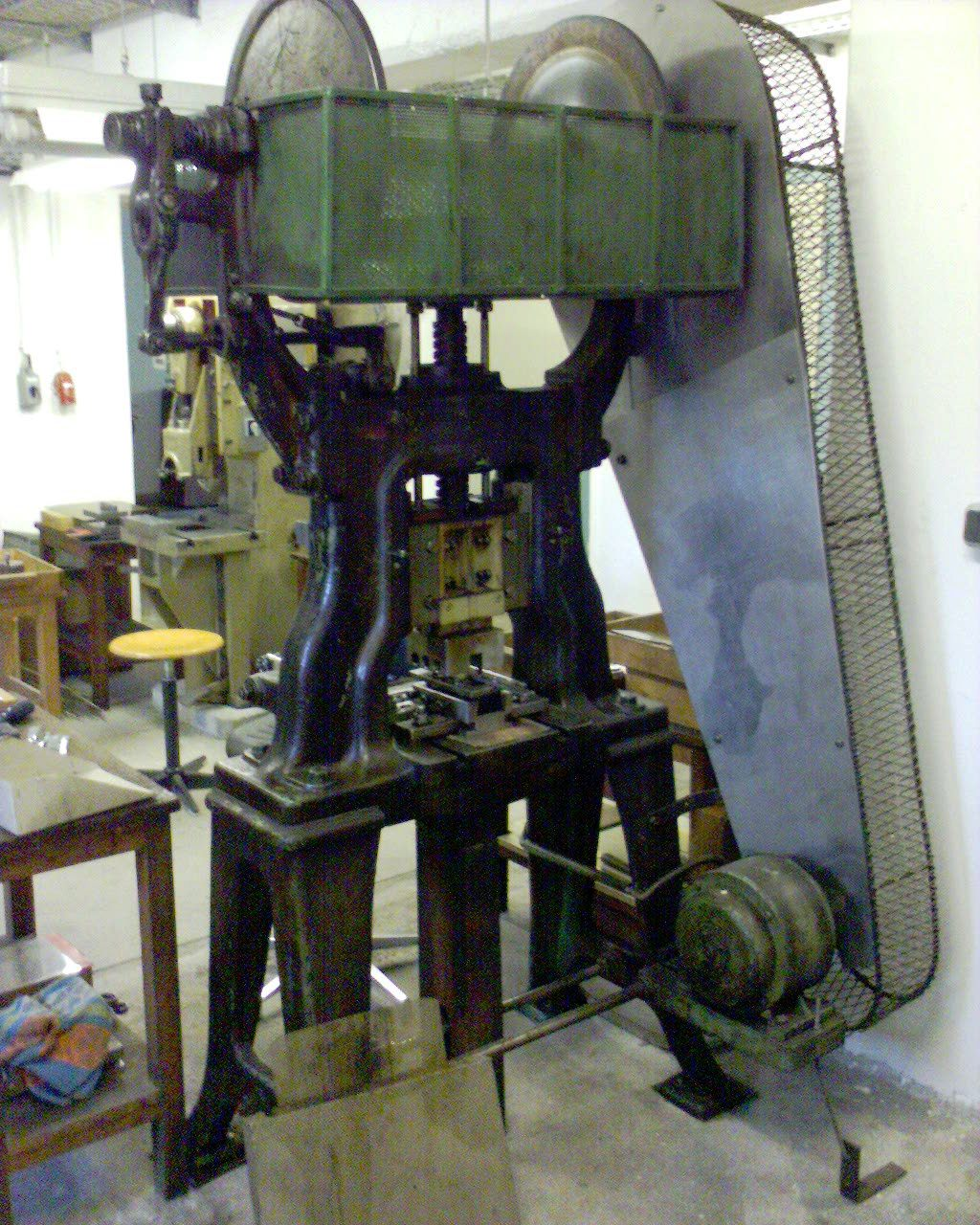
典型的なフリクションスクリュープレスの例

摩擦プレス（まさつプレス、英語: friction screw press）は、プレス機械の一種。フリクションプレスとも言う。
機械式プレスに分類されるプレス機械の一種で、摩擦力を利用してネジ機構を駆動し、一つのスライドに上下動の運動を与える機構を持つ単動プレスの一種。スクリュープレスの一形態。
JIS プレス機械-用語 (JIS B 0111) において摩擦プレスの定義は、
摩擦力とねじ機構によって1個のスライドを駆動するプレス。
と記されている。
モーターなどの動力の回転運動を円盤の摩擦力を介してネジ機構に伝達する。円盤の摩擦力の加減や切り離しを作業者が自在に行え、機構的下死点がないスクリュープレスの特徴を持っており、加圧力の加減は作業者が（熟練度の度合いにもよるが）任意にできる。

## 主な種類
円板駆動形摩擦プレス
摩擦力とネジ機構によって一つのスライドを駆動する単動プレスの一種で、スライドの駆動が円板状の摩擦車を用いる形式となっている。
ビンセント形摩擦プレス
円すい形状の摩擦車によって駆動されて、下型が上下に運動する。
ロール駆動形摩擦プレス
摩擦力とねじ機構によって行われるスライドの駆動がロールを用いる機構になっている。
ハーゼンクレーバ形摩擦プレス
摩擦車を利用してスライドを駆動するが、2個の摩擦車を用いることによって、スライドの上下運動を個別に行うことができる。
など。